# دهستان کشار
دهستان کشار، یکی از دهستان‌های بخش مرکزی شهرستان خمیر در استان هرمزگان ایران است. مرکز این دهستان،
روستای کشار بالا است.

## جمعیت
بر پایه سرشماری عمومی نفوس و مسکن در سال ۱۳۹۵، جمعیت دهستان کشار برابر با ۶٬۱۲۶ نفر بوده‌است.